# Notchback

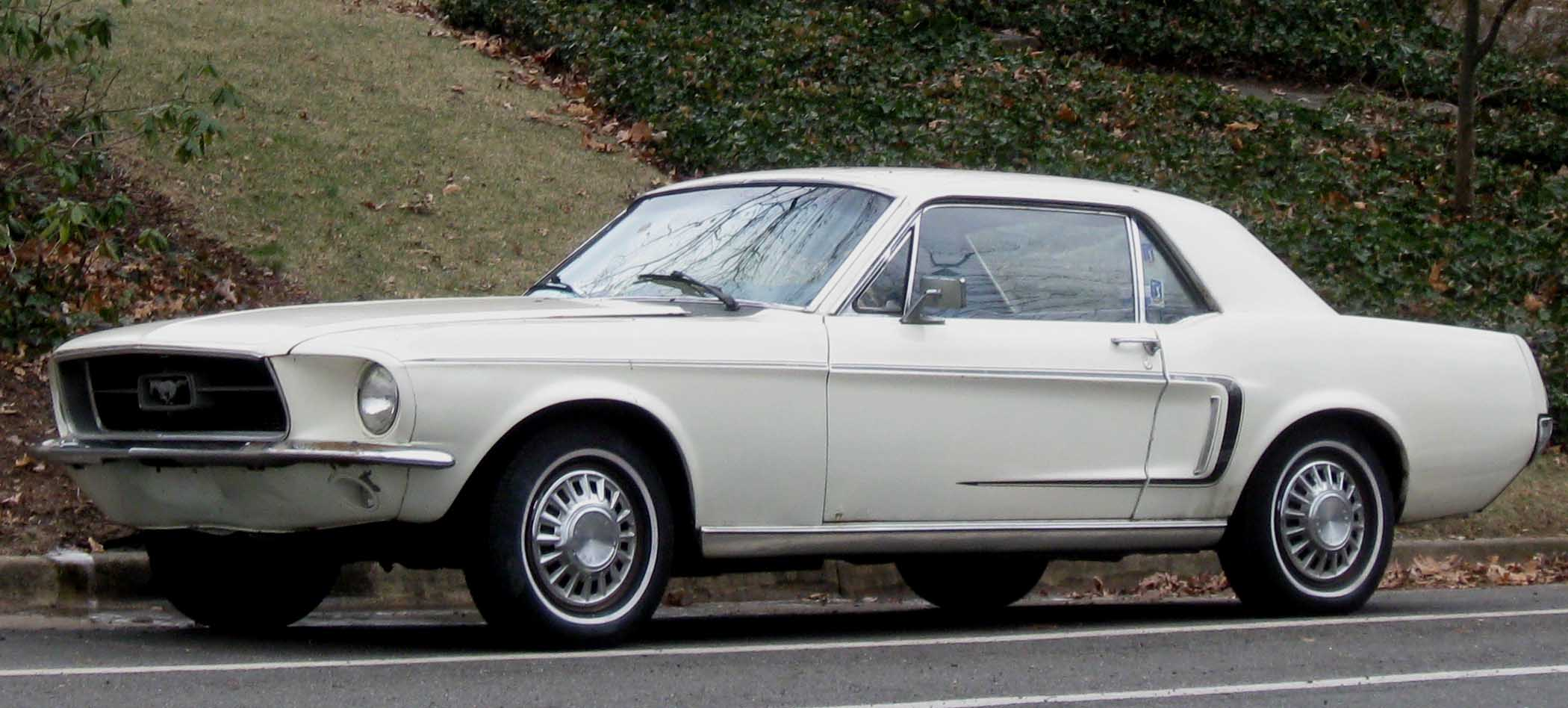
1968 Ford Mustang Hardtop

Notchback – rodzaj trójbryłowego nadwozia samochodowego, gdzie ostatnia bryła (bagażnik) jest mniej wyraźnie zarysowana, zwłaszcza kiedy klapa bagażnika jest krótka lub tylne okno jest prawie prostopadle nachylone względem nadwozia. Generalnie nazwa ta stosowana jest do pojazdów z wyraźnie prowadzoną tylną szybą łączącą równoległe linie dachu i bagażnika.
Nazwa pochodzi od angielskiego słowa notch oznaczającego wcięcie. Jego definicja jest dość płynna i różni się w zależności od miejsca użycia, termin ten stosowany może być do określenia sedanów, coupé, liftbacków czy też hatchbacków. Samochody z nadwoziem typu notchback cechują się dobrze widocznym przejściem z linii dachu do tylnej szyby. Terminem tym określa się także tylną część nadwozia tych pojazdów.
W przypadku niektórych modeli termin ten pozwala na odróżnienie podobnych do siebie, jednak różnych wersji nadwozia jak np. Chevrolet Vega Notchback (sedan) i Vega Hatchback. 

## Ameryka Północna

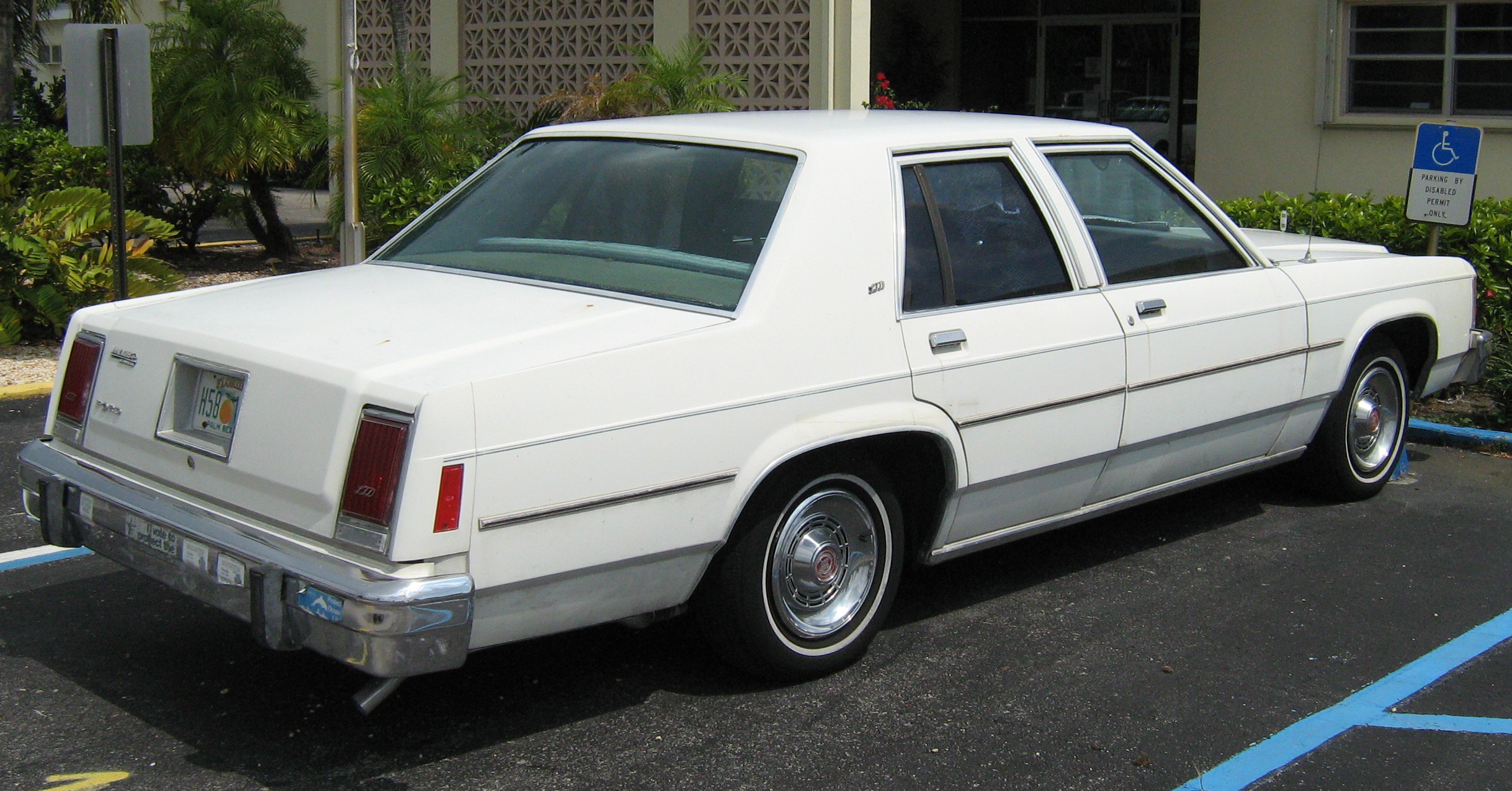
Ford LTD z lat 80. – tył nadwozia ze „ściętym” pasem tylnym

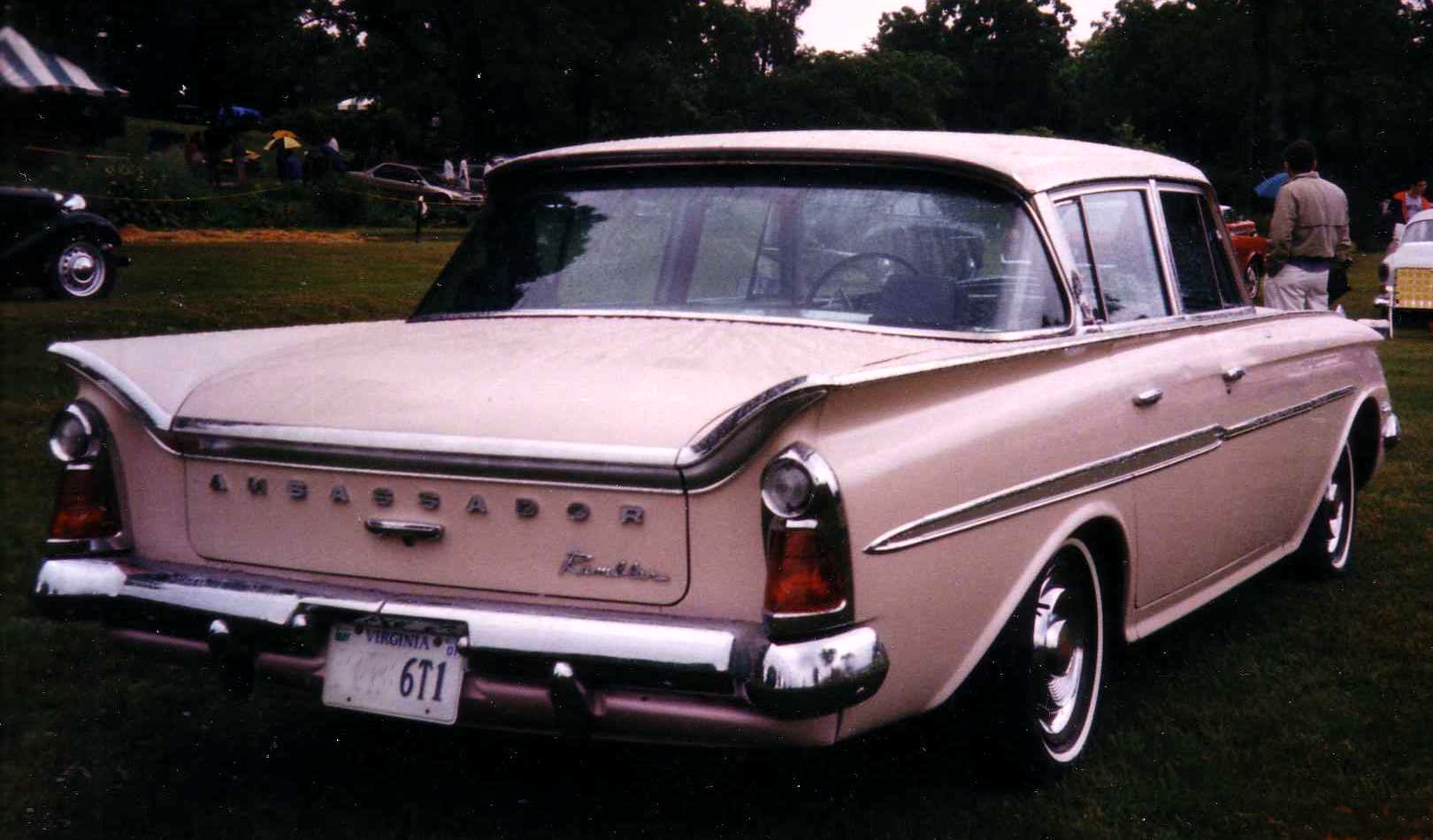
1961 Rambler Ambassador sedan

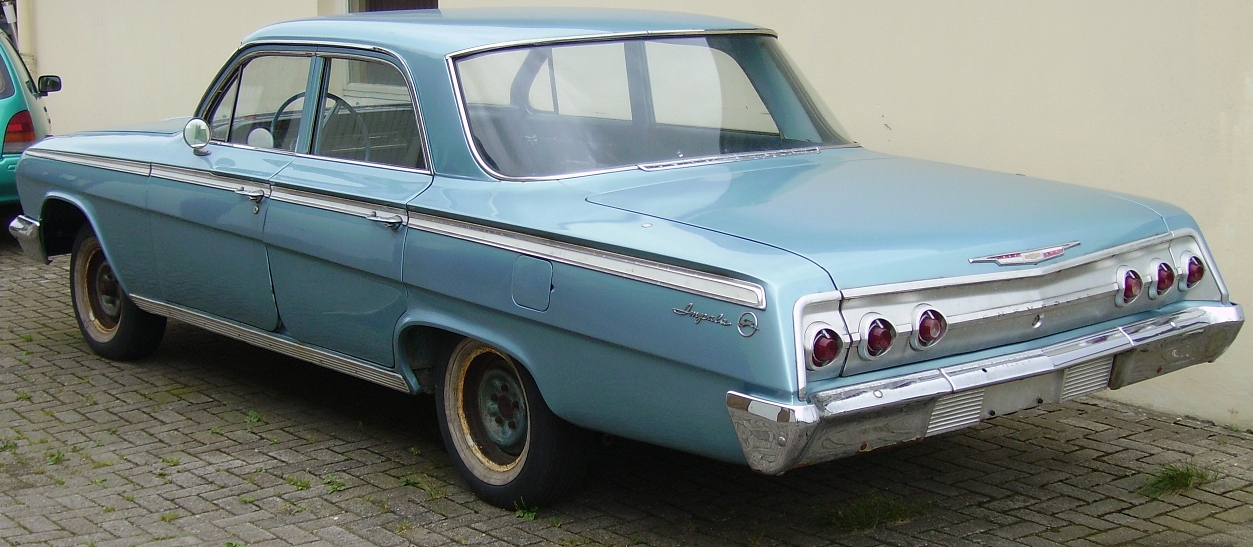
1962 Chevrolet Impala

Na terenie Stanów Zjednoczonych termin notchback odnosi się do konwencjonalnych trójbryłowych pojazdów z wyraźnie oddzieloną tylną bryłą, przejście między dachem a bagażnikiem wyznacza tylna szyba pochylona pod charakterystycznym kątem.
General Motors twierdzi, że Cadillac Sixty Special z 1940 roku zapoczątkował nowy trend na nadwozia typu notchback z charakterystycznie poprowadzoną linią dachu i klapy bagażnika. Wielu amerykańskich producentów wzorowało się na nowej stylistyce przy projektowaniu swoich przedwojennych modeli. Nadwozia w stylu notchback były wciąż popularne w Stanach Zjednoczonych jeszcze na początku lat 60. XX wieku.
Chevrolet używał określenia notchback dla pojazdu Chevrolet Vega w wersji 2-drzwiowy sedan, od rocznika 1973 stosowano już nową nazwę – Vega Notchback. Oldsmobile przy projektowaniu rocznika 1970 modelu Cutlass Supreme czerpał inspirację z nurtu „formal roof”, który opisywany jest w literaturze jako „obiecujący elegancję w przystępnej cenie”.
Ponowne zainteresowanie pojazdami typu notchback na terenie Stanów Zjednoczonych przypada na początek lat 80. XX wieku. Na rynek powróciły wtedy pojazdy klasy średniej i średniej-niższej w konfiguracji notchback sedan/coupé jak Ford LTD Crown Victoria i pojazdy General Motors oparte na płytach podłogowych C-body, G-body oraz w późniejszym czasie N-body.
AMC używało także terminu „modified fastback”; określał on nurt, który ponownie pojawił się pod koniec lat 60. XX wieku. Dwudrzwiowe sedany cechowały się gładką i równą linią dachu, tylna szyba była nachylona do klapy bagażnika (mimo to w tym samym nurcie wiele 4-drzwiowych sedanów, jak np. Rambler Ambassador cechowało się prawie pionową tylną szybą).

### Przykłady
- 1964–1967 General Motors płyta podłogowa A-body (Chevelle, Tempest/LeMans, Skylark, F-85/Cutlass)
- 1965–1973 Ford Mustang coupe
- 1967–1969 Chevrolet Camaro coupe
- 1967–1969 Pontiac Firebird coupe
- 1967–1973 AMC Ambassador sedans
- 1968–1977 Chevrolet Corvette coupe
- 1971–1977 Chevrolet Vega Notchback
- 1974–1978 Ford Mustang II coupe[7]
- 1975–1980 Chevrolet Monza Towne Coupe
- 1975–1977 Pontiac Astre Notchback
- 1976–1980 Pontiac Sunbird coupe
- 1978–1983 Chevrolet Malibu sedan
- 1979–1993 Ford Mustang coupe
- 1980–1985 General Motors płyta podłogowa X-body: Citation Coupe (80–82), Phoenix, Skylark, Omega
- 1981–1987 General Motors płyta podłogowa J-body: Cavalier, Sunbird, Skylark, Firenza, Cimarron
- 1981–1987 General Motors płyta podłogowa G-body: (Malibu/Monte Carlo, LeMans/Bonneville/Grand Prix, Regal, Cutlass)
- 1983–1997 Mercury Cougar
- 1984–1988 Pontiac Fiero
- 1985–1988 Chevrolet Nova sedan

## Europa i Azja

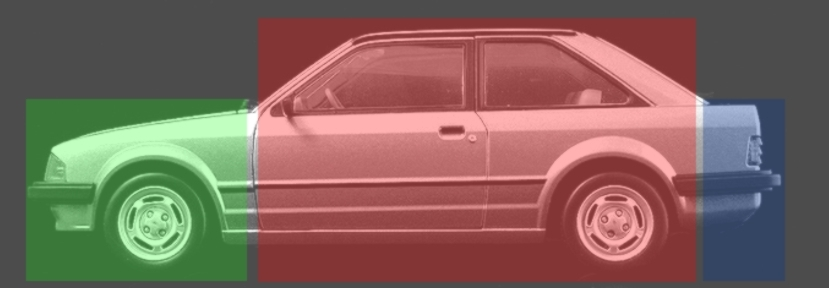
Trójbryłowy hatchback w stylu notchback – delikatna, prawie niewidoczna trzecia bryła nadwozia. Europejski Ford Escort Mk III

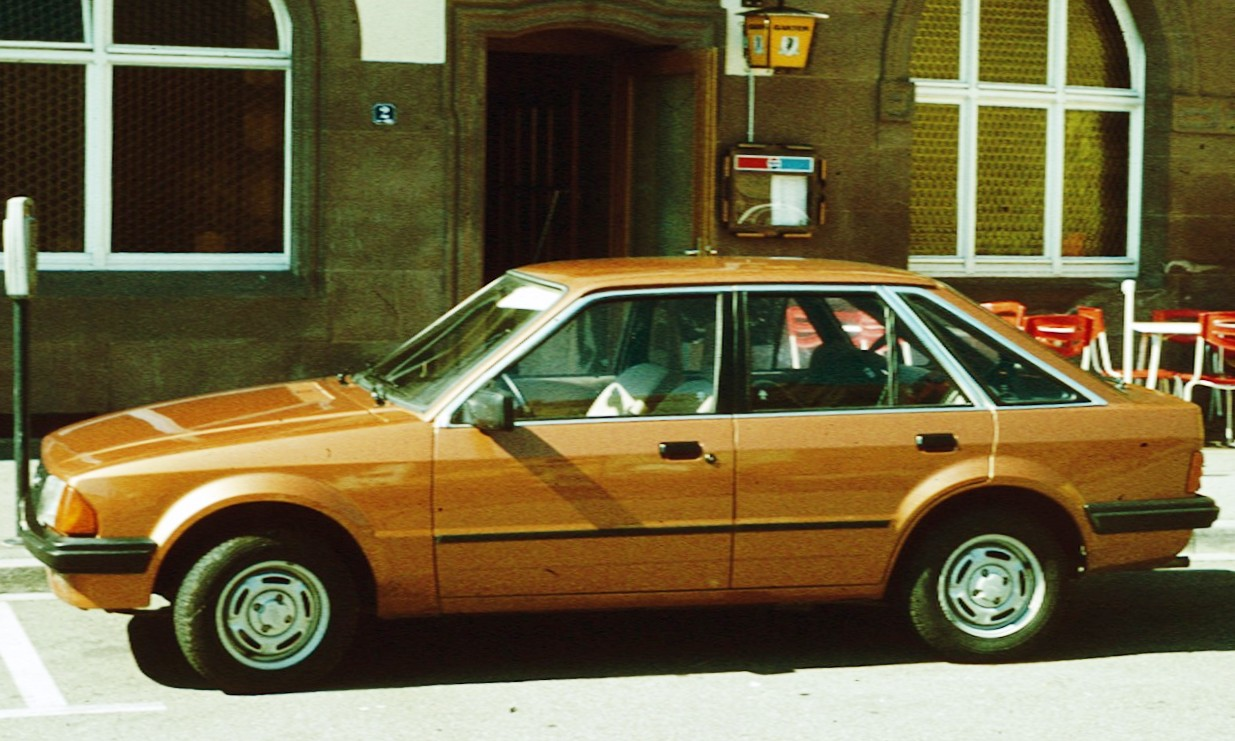
Europejski Ford Escort Mk III

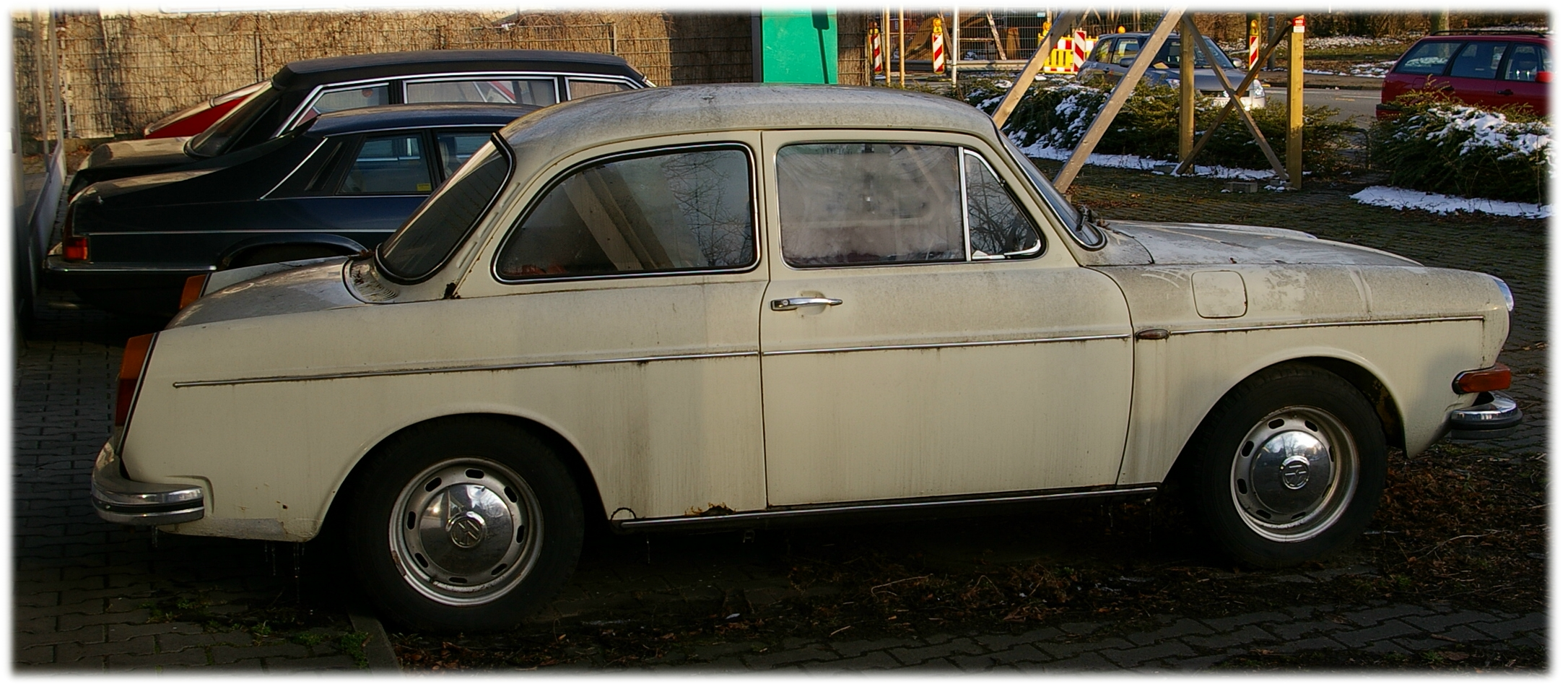
Volkswagen Typ 3 Notchback

W British English termin notchback zyskał popularność w czasie produkcji 3. generacji Forda Escorta i nieco później Sierry, oba pojazdy cechowały się nadwoziem typu hatchback z niewyraźnie zarysowanym w linii nadwozia bagażnikiem. Na terenie Wielkiej Brytanii terminem notchback określa się pojazd z charakterystycznym kątem pomiędzy tylną szybą a klapą bagażnika, której linia prowadzona jest równolegle do ziemi. Trójbryłowe nadwozie typu sedan znane jest na terenie Wielkiej Brytanii raczej pod nazwą saloon. Mimo że termin notchback pojawia się w kilku brytyjskich publikacjach motoryzacyjnych, nie jest on powszechnie stosowany w mowie potocznej.

### Przykłady
- Lexus LS
- Mercedes-Benz W108, W109
- Nissan Cefiro
- Nissan Laurel
- Smart Roadster
- Volkswagen Jetta
- Volkswagen Notchback

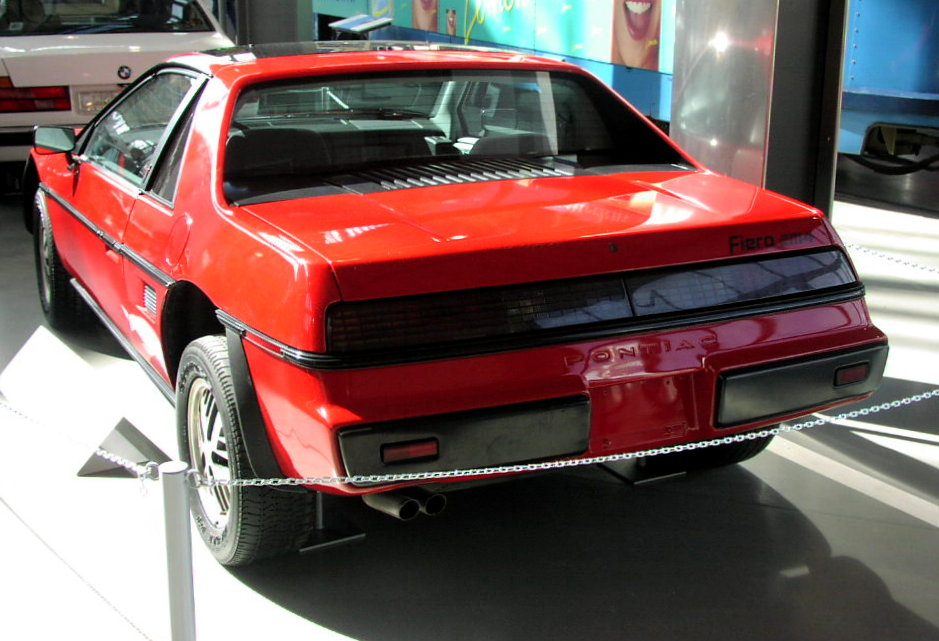
1984 Pontiac Fiero Coupe
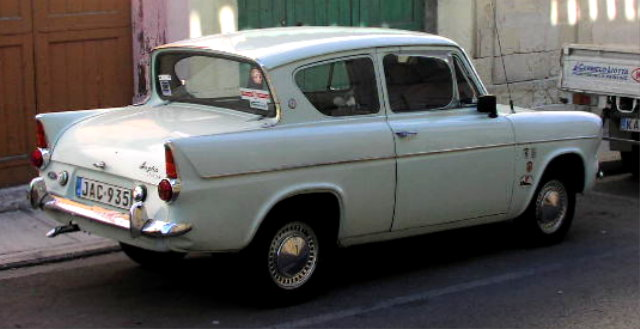
Ford Anglia z lat 60.
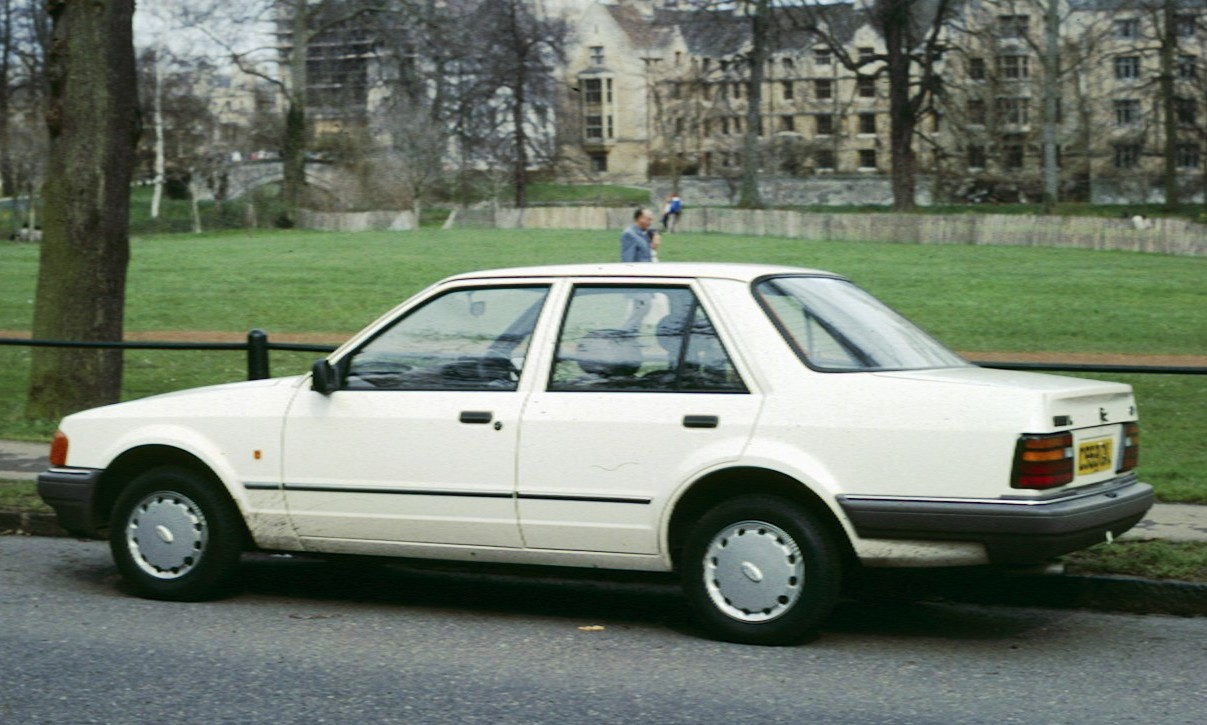
Ford Orion
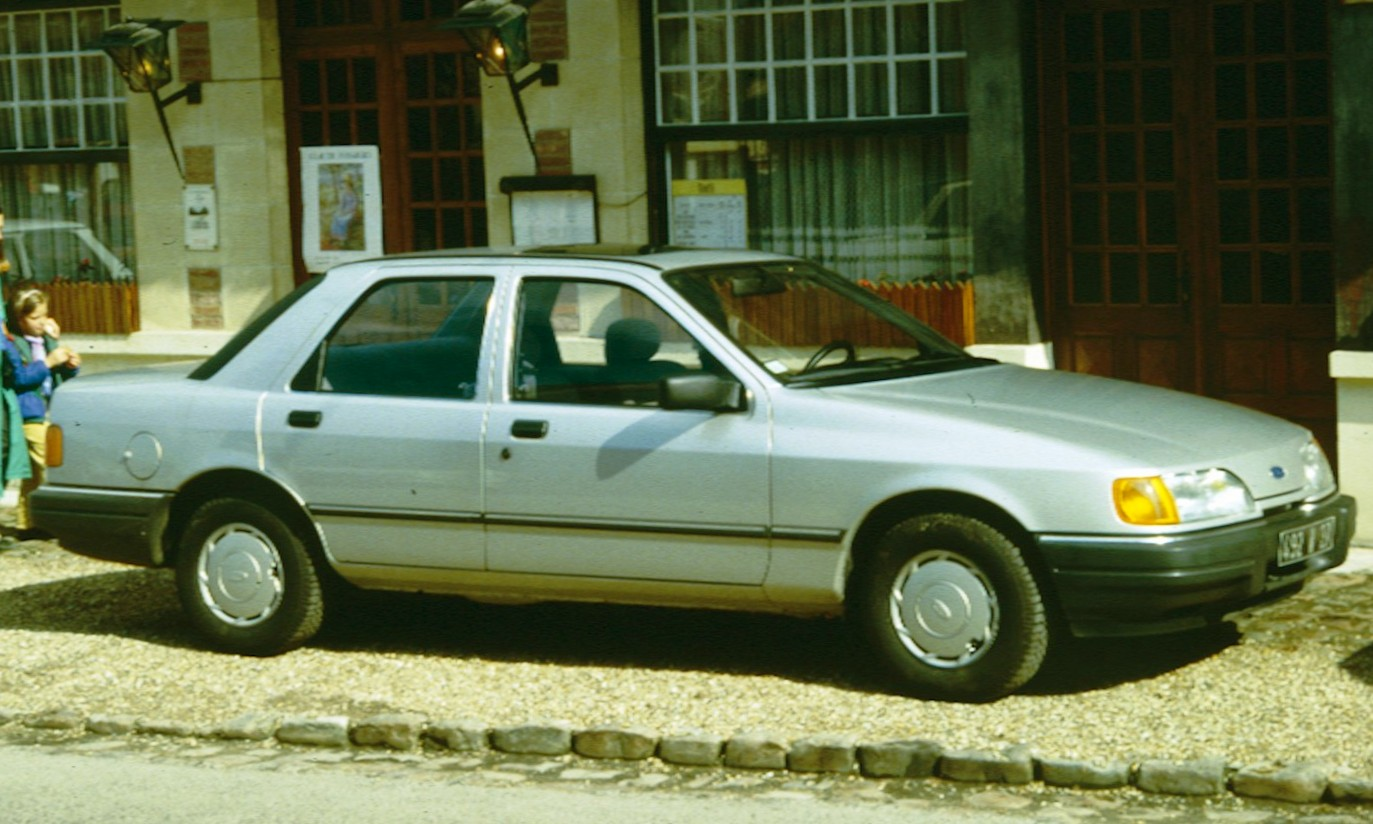
Ford Sierra